# エッジラッシャー
エッジラッシャー（Edge rusher）は、アメリカンフットボールの守備側のポジションにおいて、攻撃側のパスプレーを妨害するパスラッシュを主な役割とする選手のことであり、一般的にディフェンシブエンド（DE）またはアウトサイドラインバッカー（OLB）を指す。単にエッジと表記されることも多い。

エッジラッシャーがディフェンシブエンド（DE）を担当する4-3ディフェンス